# Генкју
Генкју (元久) је јапанска ера (ненко) која је настала после Кенин и пре Кенеи ере. Временски је трајала од фебруара 1204. до априла 1206. године и припадала је Камакура периоду. Владајући монарх био је цар Цучимикадо.

## Важнији догађаји Генкју ере
- 1204. (Генкју 1, десети месец): Минамото но Санетомо наређује свом регенту Хоти да са Хатакејамом Шигејасуом отпутује за Хејан-кјо. Њихов задатак је да отпрате ћерку даинагона Фуџиваре но Нобоукијо за Камакуру како би постала Санетомова супруга.[4]
- 1204. (Генкју 1, дванаести месец): Група безбедно стиже у Канто али са изузетком Шигејасуа који остаје у граду Хејан-кјо где и умире.[4]
- 1205. (Генкју 2, трећи месец): Кјото и провинције Кинаија су знатно оштећене у олуји. Као кривац оптужен је будистички свештеник Еисаи сматрајући да је непогода одмазда за долазак Зен школе будизма у престоницу. Еисаи је најурен али му је временом ипак дозвољено да се врати у град.[4]